# David Boies
David Boies ( /bɔɪz/; nacido el 11 de marzo de 1941) es un abogado estadounidense y presidente del bufete de abogados Boies Schiller Flexner LLP.Boies saltó a la fama nacional por tres casos importantes: liderar la acusación con éxito del Gobierno federal estadounidense contra Microsoft en el caso Estados Unidos contra Microsoft Corp, su infructuosa representación del candidato presidencial demócrata Al Gore en Bush v. Gore, y por la exitosa representación del demandante en Hollingsworth v. Perry, que invalidó la Proposición 8 de California que prohibía el matrimonio entre personas del mismo sexo. Boies también ha representado a varios clientes en juicios en Estados Unidos, entre ellos Theranos, empresas tabaqueras, Harvey Weinstein y víctimas de Jeffrey Epstein, como Virginia Roberts Giuffre.

## Primeros años y educación
Boies nació en Sycamore, Illinois, hijo de dos profesores, y se crio en una comunidad agrícolaTiene cuatro hermanos. Su primer trabajo fue a los 10 años: repartir periódicos a 120 clientes. Boies padece dislexia y no aprendió a leer hasta tercer curso.
El periodista Malcolm Gladwell ha descrito los procesos únicos de lectura y aprendizaje que Boies experimentó debido a su dislexia. La madre de Boies, por ejemplo, le leía cuentos cuando era niño y Boies los memorizaba porque no podía seguir las palabras de la página.
En 1954, la familia se trasladó a California. Boies se graduó en el Fullerton Union High School de Fullerton, California. Boies estudió en la Universidad de Redlands de 1960 a 1962,se licenció en la Universidad Northwestern en 1964, se doctoró en Derecho magna cum laude en la Facultad de Derecho de Yale en 1966 y obtuvo un máster en Derecho en la Facultad de Derecho de la Universidad de Nueva York en 1967; en 2000 recibió un doctorado honoris causa de la Universidad de Redlands.
Actualmente es miembro del consejo de administración del National Constitution Center de Filadelfia, un museo dedicado a la Constitución de los Estados Unidos.

## Trayectoria profesional

### Despacho de abogados
Boies fue abogado en Cravath, Swaine & Moore, donde comenzó a trabajar tras graduarse en 1966y se convirtió en socio en 1973. Abandonó Cravath en 1997 cuando un importante cliente se opuso a que representara a los New York Yankees, a pesar de que la propia empresa no había detectado ningún conflicto.  Abandonó el bufete a las 48 horas de ser informado de la objeción del cliente y creó su propio bufete con su amigo Jonathan Schiller, ahora conocido como Boies, Schiller & Flexner LLP Actualmente ocupa el puesto 23 en "prestigio general" y el 15 entre los bufetes de Nueva York según Vault.com, un sitio web de información sobre carreras jurídicas.

### Casos notables
Entre 1984 y 1985, Boies defendió a la CBS en el pleito por difamación Westmoreland contra CBS, pero tras prolongarse durante dos años, el caso fue desestimado. Tras las elecciones presidenciales de 2000, representó al vicepresidente Al Gore en Bush contra Gore.En su libro de 2001, el fiscal y escritor Vincent Bugliosi criticó las habilidades de Boies como abogado litigante, argumentando que Boies "no fue enérgico ni elocuente en absoluto a la hora de exponer sus argumentos" en Bush contra Gore. "Aunque parecía tener un buen conocimiento de los hechos, parecía completamente incapaz de sacar conclusiones poderosas e irresistibles de esos hechos que arrinconaran a su oposición".
En 2000, Boies perdió el primer caso importante de intercambio de archivos que acabó llevando a Napster a la quiebra.En 2001, Boies representó al Departamento de Justicia en el caso Estados Unidos contra Microsoft Corp. Boies obtuvo una victoria en el juicio, y el veredicto fue confirmado en apelación. El tribunal de apelación anuló la medida ordenada (disolución de la empresa) y la devolvió al tribunal de primera instancia para que siguiera el procedimiento. Posteriormente, el gobierno de George W. Bush resolvió el caso. Bill Gates dijo que Boies "quería destruir Microsoft" En 2001, el Washington Monthly calificó a Boies de "brillante abogado litigante", "un Clarence Darrow de los últimos tiempos" y "genio loco" por su trabajo en el caso Microsoft. En 2006, Boies, Schiller & Flexner LLP negoció un importante acuerdo con The American International Group en nombre de su cliente, C. V. Starr, una empresa controlada por Maurice R. Greenberg, expresidente y consejero delegado de AIG. En 2015, Boies ganó en juicio una demanda en la que alegaba que el rescate de AIG por 85.000 millones de dólares por parte del Gobierno había sido injusto para los propietarios de la empresa. En 2008, Boies negoció en nombre de American Express dos de los acuerdos antimonopolio civiles más elevados jamás alcanzados por una empresa individual: 2.250 millones de dólares de Visa y 1.800 millones de MasterCard.
En 2009, tras la sentencia del Tribunal Supremo de California en el caso Strauss contra Horton, Boies se unió al Exprocurador General Theodore Olson, abogado de la parte contraria en el caso Bush contra Gore, en la demanda Perry contra Brown, que pretendía anular la Proposición 8 del estado de California que prohibía el matrimonio entre personas del mismo sexo. En agosto de 2010, el juez del Tribunal de Distrito falló a favor de sus clientes, declarando inconstitucional la Proposición 8. El 26 de junio de 2013, el Tribunal Supremo de Estados Unidos dictaminó que los defensores de la Proposición 8 no estaban legitimados para impugnar la sentencia, permitiendo que el fallo del Tribunal de Distrito se mantuviera. Los matrimonios entre personas del mismo sexo se reanudaron en California el 28 de junio de 2013. También en 2009, el Golden Gate Yacht Club contrató a Boies para su litigio con la Société Nautique de Genève en relación con la 33.ª America's Cup.
En marzo de 2010, Boies se unió al equipo de abogados que representaba a Jamie McCourt en su divorcio del propietario de Los Angeles Dodgers, Frank McCourt. En 2011, Boies representó al cineasta Michael Moore en relación con una investigación del Departamento del Tesoro sobre el viaje de Moore a Cuba durante el rodaje de Sicko. Boies, Schiller & Flexner LLP asistió al gobierno en la obtención de un acuerdo de 155 millones de dólares de Medco Health Solutions en relación con una denuncia qui tam que alegaba que Medco ayudó a algunas compañías farmacéuticas a ganar más dinero mediante la conducción de recetas a ellos; junto con hacer el pago Medco también firmó un acuerdo de integridad corporativa. Boies fue parte del equipo legal que representa a la Liga Nacional de Fútbol en su litigio antimonopolio, Brady v. NFL. Boies representó a la Asociación Nacional de Jugadores de Baloncesto durante el cierre patronal de la NBA en 2011. Se unió al bando de Jeffrey Kessler, que se opuso a Boies como representante de los jugadores en el cierre patronal de la NFL de 2011.Boies fue el abogado principal de Oracle Corporation en su demanda contra Google por el uso de la tecnología del lenguaje de programación Java en el sistema operativo Android. El caso decidió que Google no infringía las patentes de Oracle.
En 2011, Boies comenzó a trabajar como representante legal de la desaparecida empresa de análisis de sangre Theranos Antes de unirse a su consejo de administración, prestó sus servicios a la fundadora Elizabeth Holmes y a su empresa como asesor especial y asistió a todas las reuniones del consejo de administración de la empresa en calidad de tal. En febrero de 2016, Boies aceptó formar parte del consejo de administración y actuar como abogado de la problemática startup de Silicon Valley El controvertido doble papel se consideró difícil, ya que tendría que representar tanto a la empresa (como abogado) como a los inversores (como consejero)En la miniserie de Hulu de 2022 The Dropout, Boies fue retratado por Kurtwood Smith.
En 2012, Boies representó a tres tabacaleras, Philip Morris USA Inc, R.J. Reynolds Tobacco Co. y Liggett Group LLC, en su apelación de un veredicto del jurado de Tampa de 2,5 millones de dólares por la muerte de la fumadora Charlotte Douglas. Más tarde, en 2012, Boies defendió a Gary Jackson, expresidente de Academi (anteriormente conocida como BlackWater), en un proceso federal que alegaba que él y sus coacusados ocultaron ilegalmente compras de armas de fuego a la Oficina de Alcohol, Tabaco, Armas de Fuego y Explosivos.
En 2015, Boies representó a Bob Weinstein y Harvey Weinstein en la renegociación del contrato de trabajo de los Weinstein Según The Wall Street Journal, Boies negoció el contrato de Harvey Weinstein sin informar a los directivos de Weinstein Co. de que tenía inversiones en las películas de la empresa. En 2017, Boies aceptó unirse al equipo legal de la lucha legal de Lawrence Lessig contra la asignación de votos del Colegio Electoral en los estados en los que el ganador se lo lleva todo.El propietario de los Dallas Cowboys, Jerry Jones, contrató a Boies en 2017 para asesorar sobre la estrategia legal de Jones contra el comisionado de la NFL, Roger Goodell, y el comité de compensación de la NFL a raíz de la suspensión del running back Ezekiel Elliott.
Actualmente, Boies representa a varias de las víctimas de Jeffrey Epstein, incluida Virginia Roberts Giuffre.

## Críticas

### Implicación en la defensa de Harvey Weinstein
Boies ayudó a Weinstein a eludir la investigación del periodista Ken Auletta sobre la supuesta violación de Weinstein a Rowena Chiu en el Festival de Cine de Venecia en 1998. Rose McGowan afirmó que Jennifer Siebel Newsom intentó llegar a un acuerdo entre ella y Boies en un intento de hacer que se mantuviera callada sobre sus acusaciones contra Harvey Weinstein, a quien Boies representaba en ese momento.
En 2017, el bufete de Boies supuestamente dirigió a la empresa de inteligencia privada israelí Black Cube para espiar a las presuntas víctimas de abusos sexuales de Harvey Weinstein y a los periodistas que investigaban las acciones de Weinstein En el transcurso de un año, Weinstein hizo que Black Cube y otras agencias "apuntaran", o recopilaran información sobre docenas de personas, y compilaran perfiles psicológicos que a veces se centraban en sus historias personales o sexuales. «Boies firmó personalmente el contrato por el que se ordenaba a Black Cube que tratara de descubrir información que impidiera la publicación de un artículo del Times sobre los abusos de Weinstein, mientras que su bufete también representaba al Times, incluso en un caso de difamación".
Meses después de que Cyrus Vance Jr. abandonara una investigación sobre una acusación de agresión sexual contra Weinstein, recibió una donación de 10.000 dólares de Boies, que entonces representaba a Weinstein. Andrew Cuomo abrió una investigación sobre la gestión de Vance en la investigación de Weinstein. Sin embargo, tras recibir una donación de campaña de 25.000 dólares del bufete de Boies, Cuomo puso fin a la investigación.
Pocos días después de que The New Yorker publicara el artículo "El ejército de espías de Harvey Weinstein", el New York Times anunció que había "puesto fin a su relación" con el bufete de Boies. Según su contrato con Weinstein, la misión de Black Cube había sido acabar con los informes negativos del periódico sobre Weinstein.
La implicación de Boies en la defensa de Weinstein recibió críticas desde Nueva York, y Bloomberg Businessweek. En 2021, varios abogados dimitieron de Boies Schiller Flexner, citando la defensa de Weinstein por parte de Boies como una de las razones.

### Implicación con Theranos
Boies trabajó como abogado para la empresa de análisis de sangre Theranos. Su doble papel como abogado y miembro del consejo de administración de la desaparecida empresa se relata en el libro Bad Blood: Secretos y mentiras en una startup de Silicon Valley, del entonces periodista de investigación de The Wall Street Journal John Carreyrou. Boies, junto con los abogados Heather King y Michael Brille, y su bufete, son descritos como protectores de la startup mediante la vigilancia de testigos y periodistas, el uso armado de acuerdos de confidencialidad y declaraciones juradas, tácticas de intimidación y otras prácticas de mano dura. Carreyrou describe a Boies Schiller Flexner LLP como una extensión de Theranos, incluido el uso de las oficinas del bufete de abogados en Nueva York para celebrar reuniones promocionales, como un análisis de sangre falso realizado al escritor de Fortune Roger Parloff.
Boies también formó parte del consejo de administración de Theranos,lo que suscitó dudas sobre conflictos de intereses. Boies aceptó que se le pagara por el trabajo de su bufete con acciones de Theranos, cuyo valor esperaba que aumentara drásticamente. La participación y el apoyo de Boies a Theranos contribuyeron directamente a que los pacientes de Walgreen recibieran un tratamiento engañoso, lo que pudo provocar, según el informe sobre Theranos de la agencia federal CMS (Centros de Servicios de Medicare y Medicaid), "lesiones o daños graves, o la muerte".  Boies acabó abandonando el consejo de administración de Theranos, después de que el gobierno federal de EE. UU. hubiera iniciado múltiples investigaciones sobre la empresa.

## Vida privada
Boies posee una casa en Westchester County, Nueva York,Hawk and Horse Vineyards en el norte de California, un yate de alta mar y una gran colección de vinos.
Boies es disléxico y con frecuencia se dice que tiene una memoria fotográfica que le permite recitar textos exactos, números de página y pruebas jurídicas. Sus colegas atribuyen en parte su éxito en los tribunales a esta capacidad.

## Filantropía
- Cátedras:

- Daryl Levinson es catedrático de Derecho David Boies en la Facultad de Derecho de la Universidad de Nueva York.

- 1,5 millones de dólares a la Facultad de Derecho de la Universidad de Tulane para crear la "Cátedra Distinguida David Boies de Derecho". Dos de los hijos de Boies se licenciaron en Derecho en Tulane.[72]

- En la Universidad de Pensilvania se creó la cátedra David Boies, que actualmente ocupa la profesora de Historia Kathleen M. Brown. La cátedra lleva el nombre del padre de Boies, profesor de gobierno y economía en el instituto.

- La "Cátedra David Boies" de la Facultad de Derecho de Yale la ocupaba el profesor Robert Post antes de ser nombrado decano de la facultad.

- David y Mary Boies crearon una cátedra de Gobierno en la Universidad de Redlands, la universidad a la que asistió David Boies. Arthur Svenson ocupa actualmente esta cátedra.

- Mary y David Boies también crearon la "Cátedra Maurice Greenberg" en la Facultad de Derecho de Yale.

- David Boies y su esposa, Mary, donaron 5 millones de dólares al Hospital Northern Westchester de Mount Kisco (Nueva York). Como parte de una campaña de capital en curso, el dinero de los Boieses se utilizó para construir la nueva sala de urgencias del hospital.[73]

David y Mary Boies también financian las "Becas Mary y David Boies" para estudiantes extranjeros en la Harvard Kennedy School. Los Boieses organizan un picnic anual en su casa para el nuevo cuerpo de Teach for America de Nueva York (entre 300 y 500 personas). Apoyan al Central European and Eurasian Law Institute (CEELI), un instituto con sede en Praga que forma a jueces de países recién democratizados de Europa del Este y Oriente Medio. Existe una "Sala de Lectura Mary y David Boies" en el Instituto CEELI de Praga.

## Premios y distinciones
- La revista Time nombró a Boies "Abogado del Año" en 2000.[74]

- Boies recibió el Golden Plate Award de la American Academy of Achievement en 2014.[75][76]